# Ron Gettelfinger
Ronald A. Gettelfinger (né le 1er août 1944) est le président du syndicat United Auto Workers de 2002 à 2010.

## Biographie

### Famille
Il nait dans une famille d'agriculteurs du Kentucky. Il a 11 frères ou sœurs.

### Études
Il a étudié à l'Université de l'Indiana.

### Activité professionnelle
Il a été assembleur à l'usine Ford de Louisville (Kentucky).

### Activités syndicales
Il a commencé son activité syndicale en 1964 à Louisville à l'usine de Ford et devient président du comité local de 1984 à 1987, date à laquelle où il intègre le comité de négociation entre l'UAW, le syndicat des travailleurs américains de l'automobile, et Ford. En 1992, il est nommé directeur régional de l'UAW avant de prendre en 1998 la direction de la branche aérospatiale. Il devient finalement le président du syndicat en 2002. À ce poste, il est amené à accepter des diminutions de la couverture santé de ses affiliés, ce qui amène le syndicat UAW à devenir actionnaire de General Motors et, même, de détenir une participation majoritaire dans Chrysler,.
Il est retraité depuis juin 2010,.

### Autres engagements
Catholique pratiquant, il est aussi réserviste du corps des marines et un partisan du parti démocrate.